# Хеноподий
Хеноподият (Chenopodium) е род тревисти растения, произхождащи от Централна и Южна Америка и южно Мексико. Това са едногодишни или многогодишни растения с кратък живот, достигащи 1,2 метра на височина, неправилно разклонени, с продълговати копиевидни листа, дълги до 12 cm. Цветовете са малки, зелени на цвят, растящи в разклонена метла на върха на стъблото.
Както в родните си места, те се отглеждат в топли умерени до субтропически райони в Европа и САЩ (Мисури Ню Ингланд Източните щати), понякога превръщайки се в инвазивен плевел.

## Употреба в кухнята
Хеноподият се използва като листен зеленчук и подправка заради острия си вкус. В сурово състояние той има смолист, лекарствен вкус, малко като лакрицовия вкус на анасона, резенето или дори тароса, но по-силен. Миризмата му е силна, но е трудно да се опише – често я сравняват с цитрус, петрол, чубрица, мента или маджун за прозорци.
Въпреки че традиционно се използва с черен боб за вкус и заради газогонните си свойства, той се използва в традиционната мексиканска кухня за допълнително подправяне. Чудесно се комбинира с кесадили, супи, моле де оля, тамалес де кезо и рахас (от сирене и чушки), чилакилес, яйца и картофи и енчиладас. Той наистина е многостранна листна подправка, след като един път бъде харесан.

## Приложения в медицината
Хеноподият се използва като листен зеленчук и подправка заради острия си вкус и предполагаемата си способност да предпазва от образуване на газове, причинено от ядене на зрял боб, но също и при аменорея., дисменорея, малария, хорея, хистерия, като експекторант (отхрачващо средство), катар и астма
От хеноподия се получава етерично масло. Той действа против антихелминтично, т.е. убива глистите и в миналото е бил включено във фармакопеята на САЩ. Цитиран е и като антиспазмик и абортифациент (предизвикващ аборт) – първите противозачатъчни лекарства са били открити при изследвания на хеноподия.
Етеричното масло на хеноподия съдържа аскаридол (до 70%), лимонен, p-цимен и по-малки количества от многобройни други монотерпени и техни производни (α-пинен, мирцен, терпинен, тимол, камфор и транс-изокарвеол). Аскаридолът (1,4-пероксидо-p-мент-2-ен) е твърде необичайна съставка в подправките. Друго растение, дължащо до голяма степен характера си на този монотерпенов пероксид е болдото. Аскаридолът е токсичен и има остър, не особено приятен вкус. В чист вид той е взривно вещество, чувствително към удар.